# Plac św. Macieja we Wrocławiu

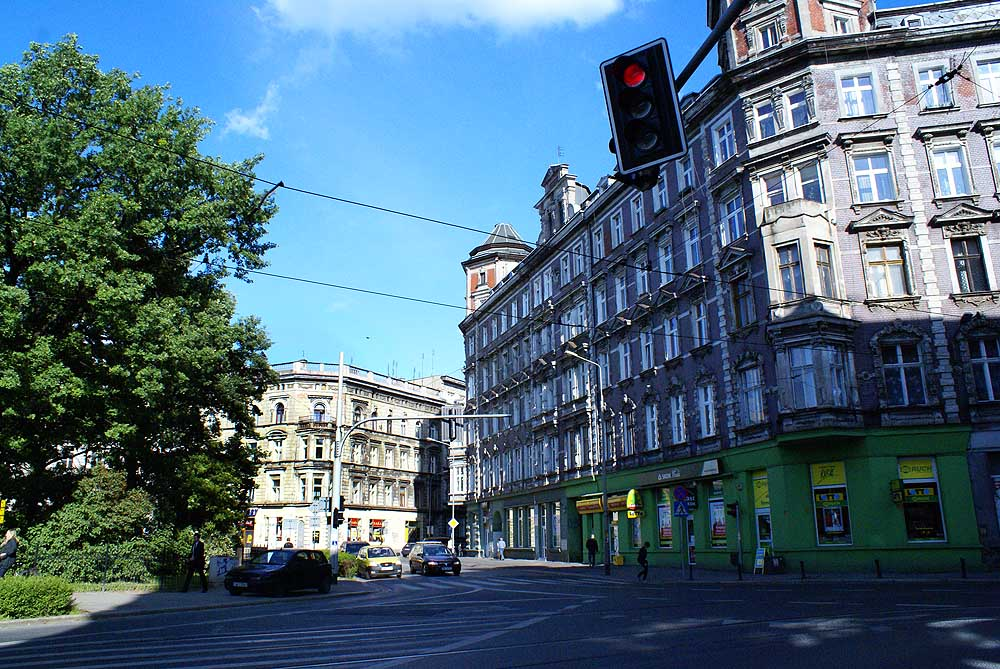
Jezdnia południowa placu

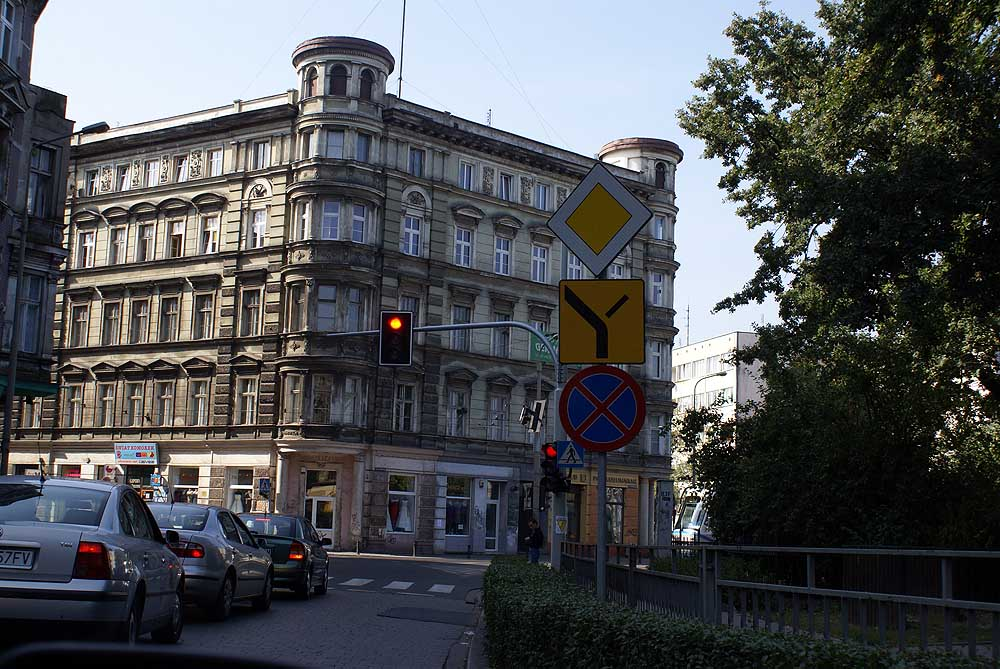
Jezdnia południowa placu

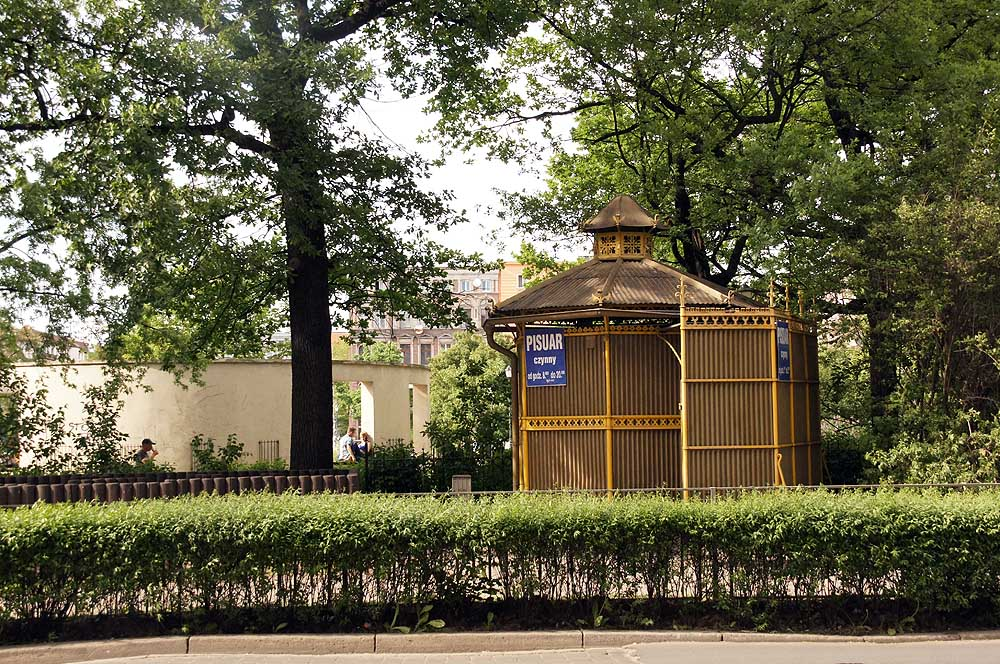
Szalet

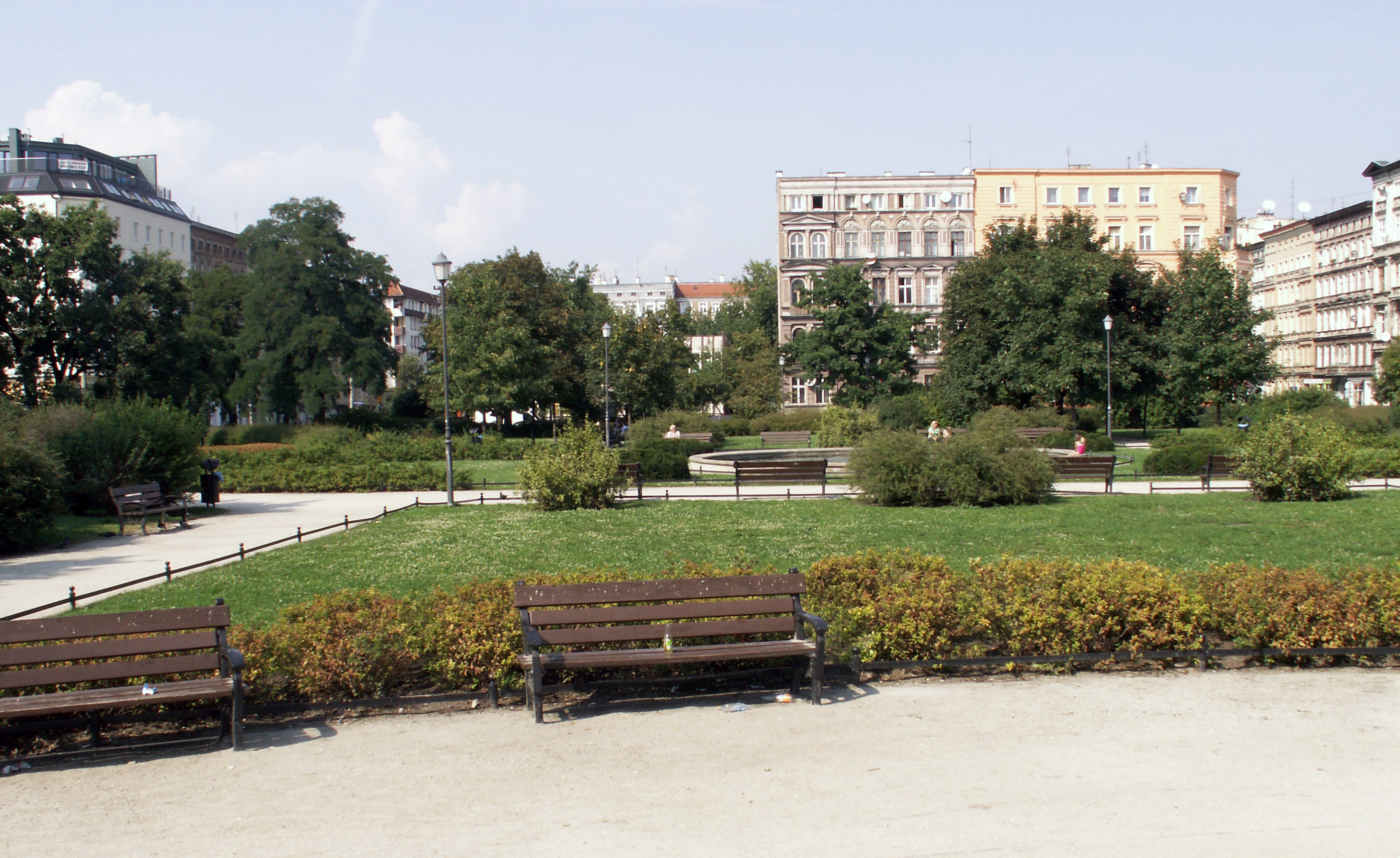
Skwer

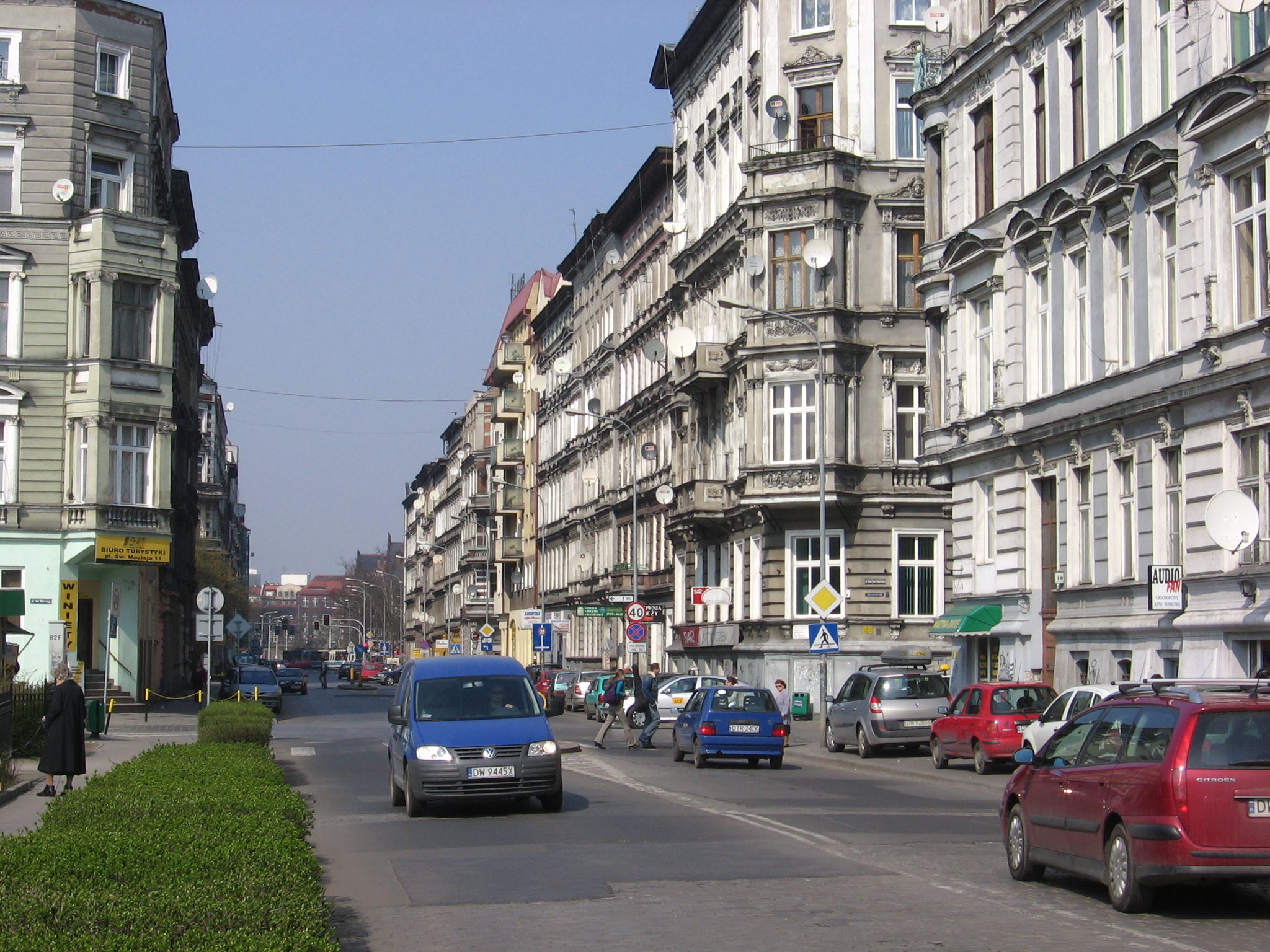
Wylot z placu ul. Trzebnickiej

Plac świętego Macieja (Matthias Platz, Lignicki, Legnicki, Fryderyka Engelsa) – plac położony we Wrocławiu na osiedlu Nadodrze (dawniej Przedmieście Odrzańskie, Oder Vorstadt, Odertorviertel), wydzielonego z osiedla Ołbin, w obrębie dzielnicy Śródmieście. W północnej części plac ma kształt zbliżony do prostokąta, ale od południa mającego ścięte narożniki. Okala go tu charakterystyczna ulica w przebiegu nawiązującym do półkola, która łączy ulice Bolesława Chrobrego i Trzebnicką. Plac ma powierzchnię około 1,8 ha. Zespół urbanistyczny w rejonie placu został wpisany do rejestru zabytków pod numerem A/1576/402/Wm z 3.05.1979 r.

## Historia
Obszar, na którym położony jest plac, leży na prawym brzegu rzeki Odry (Odry Głównej) i stanowił niegdyś zabagniony teren niezabudowanego tzw. Pola Maciejowego (Matthiasfeld), stanowiącego środkową część Ołbina – pomiędzy dobrami miejskimi a klasztornymi norbertanów. Znajdujący się tu dwór ołbiński (wcześniej będący własnością cysterską) bracia książę Henryk III i Władysław wraz z matką księżną Anną przekazali w 1253 r. szpitalowi św. Macieja (St. Matthias-hospital). W XIV wieku ówczesny Ołbin dzielił się na trzy części, przy czym ta, na której położony jest współczesny plac Świętego Macieja stanowiła enklawę należącą do klasztoru Krzyżowców z Czerwoną Gwiazdą. W odniesieniu do tej części stosowano nazwę Pole Maciejowe (Matthiasfeld). Obejmowała ona obszar w przybliżeniu obejmujący teren zawarty między współczesnymi ulicami: Rydygiera, Ołbińską, Jedności Narodowej, Placem Stanisława Staszica i Powstańców Wielkopolskich. Do XVIII wieku zabudowa skupiała się na obrzeżach placu.
W 1869 powstała Spółka Komandytowa Pola Maciejowego, której plany obejmowały budowę dochodowych kamienic. Nie udało się jednak przeprowadzić ani parcelacji tego obszaru, ani żadnych inwestycji. Dopiero w 1873 roku dokonano podziału działek umożliwiając rozpoczęcie zagospodarowania i zabudowy tego obszaru.
Plac zaprojektowany został w 1873 roku przez O. Bauera i G. von Drabiziusa, a projekt nawiązywał do angielskiego sąsiedztwa skwerowego. Miał formę prostokąta ze ściętymi w części południowej narożami, z zakomponowaną zielenią i fontanną. Następnie w latach 1874–1885 sukcesywnie wykonywano zgodnie z założeniami tyczenie i wykonywanie poszczególnych elementów zarówno placu, jak i zabudowy wokół niego, na którą składały się kamienice, 3- lub 4-kondygnacyjne, o stylistyce klasycystycznej i neorenesansowej z wieżyczkami i wykuszami w narożach.
W trakcie działań wojennych podczas oblężenia w 1945 r. Wrocławia część zabudowy w tym rejonie uległa zniszczeniu. W latach 60. i 70. XX wieku wybudowano tu w części zachodniej całkowicie niezharmonizowaną z otoczeniem zabudowę mieszkaniową z wielkiej płyty, a na północ od placu także niepasujący do otoczenia kompleks szkolny.

## Nazwy placu
Plac w swojej historii nosił następujące nazwy:
- Matthias Platz
- Lignicki
- Legnicki
- Fryderyka Engelsa
- Świętego Macieja.

## Ulice
Do placu przypisane są ulice o długości ok. 463 m, tj. jezdnia biegnąca od ulicy Bolesława Chrobrego do ulicy Paulińskiej.
Z placu wybiegają następujące ulice:
- Bolesława Chrobrego[8]
- Henryka Brodatego[9]
- Henryka Pobożnego[10]
- Henryka Probusa[11]
- Paulińska[12]
- Trzebnicka[13][14]
- Władysława Łokietka[15].

## Zabudowa i zagospodarowanie
Centralną cześć placu otoczoną ulicami stanowi skwer, gdzie w 2013 zasadzono magnolię upamiętniającą Annę German, która mieszkała przy ul. Trzebnickiej 5. Na skwerze znajduje się też szalet miejski . Zabudowę wokół placu stanowią kamienice i uzupełniająca zabudowa powojenna. Za północną jezdnią położony jest kompleks szkolny.